# Conus armadillo
Conus armadillo is een in zee levende slakkensoort uit het geslacht Conus. De slak behoort tot de familie Conidae. Conus armadillo werd in 1971 beschreven door Shikama. Net zoals alle soorten binnen het geslacht Conus zijn deze slakken roofzuchtig en giftig. Zij bezitten een harpoenachtige structuur waarmee ze hun prooi kunnen steken en verlammen.